# 한국오페라단
한국오페라단은 오페라를 중심으로 음악 대중화, 세계화, 고급예술문화의 저변 확대와 무대예술을 제작 보급
국제간의 문화예술교류를 통하여 한국문화의 우수성을 세계에 알리고 상호문화에 대한 이해와 문화 예술을 통한 경쟁력 증진을 목적으로 2000년 5월 31일 설립된 대한민국 문화체육관광부 소관의 사단법인이다. 사무실은 서울특별시 서초구 서초동 1338-21 코리아비즈니스센터 409 (우: 137-070)에 있다.

## 주요 사업
- 정기 오페라 공연
- 해외순회공연 및 국제교류 문화관련 세미나 개최
- 한국 창작오페라 제작
- 유능한 신인 음악인의 발굴과 육성
- 조기음악예술 교육을 통한 청소년정서 선도 및 수련에 관한 사업
- 훌륭한 성악가상 제정 등